# Deutscher Behindertenrat
Der Deutsche Behindertenrat (DBR) ist ein Aktionsbündnis von Verbänden chronisch kranker und behinderter Menschen in Deutschland. Er versteht sich als eine Plattform gemeinsamen Handelns und des Erfahrungsaustauschs. Der Deutsche Behindertenrat repräsentiert mehr als 2,5 Millionen Betroffene. Die Geschäftsstelle befindet sich in der Bundesarbeitsgemeinschaft Selbsthilfe.

## Aufgabenbereich
Die Aufgabe des Deutschen Behindertenrates ist es unter anderem, die Interessen behinderter und chronisch kranker Menschen und ihrer Angehörigen verbandsübergreifend zu vertreten. Dazu gehört beispielsweise die Sicherstellung der finanziellen Rahmenbedingungen für die Lebensgestaltung behinderter und chronisch kranker Menschen und ihrer Angehörigen. Auch die für behinderte Menschen notwendigen Dienste und Selbsthilfestrukturen sollen erwirkt werden.
Für behinderte und chronisch kranke Menschen verfolgt der DBR die Ziele der Gleichstellung in der Gesellschaft, die Ermöglichung der größtmöglichen Selbstbestimmung und der Selbstvertretung, den Abbau von Benachteiligungen und Diskriminierungen und die Teilhabe am gesellschaftlichen Leben.

## Geschichte
Gegründet wurde der DBR am Welttag der Behinderten am 3. Dezember 1999 in Berlin. Gründungsmitglieder sind die Bundesarbeitsgemeinschaft Selbsthilfe (BAG Selbsthilfe e.V.), der Sozialverband VdK Deutschland, der Sozialverband Deutschland (SoVD) sowie unabhängige Behindertenverbände.  Das Sekretariat des DBR untersteht im Kalenderjahr 2022 dem SoVD.

## Organisation
Der Deutsche Behindertenrat ist kein Dachverband und besitzt damit kein generelles Vertretungsmandat. Er steht nichtstaatlichen Organisationen behinderter und chronisch kranker Menschen und ihrer Angehörigen offen, die eine bundesweite und bundespolitische Ausrichtung haben. Diese Mitgliedsorganisationen sind eigenständig und vertreten sich in aller Regel selbst.
Grundsätzliche Fragen werden in einer Vollversammlung geklärt, in der jedes Mitglied des DBR eine Stimme hat.
Die Außenvertretung und Repräsentation des Deutschen Behindertenrates auf nationaler, europäischer und internationaler Ebene obliegen dem Sprecherrat, dessen Vorsitz jährlich rotiert. Die politische und organisatorische Arbeit wird von einem Arbeitsausschuss geleistet, der aus zwölf Personen besteht.

## Vorsitzende des Sprecherrates
- 2000: Walter Hirrlinger, Sozialverband VdK Deutschland e. V.
- 2001: Ingrid Körner, BAG Selbsthilfe
- 2002: Brigitte Setzer-Pathe, Sozialverband Deutschland e. V.
- 2003: Dr. Stefan Heinik, Allgemeiner Behindertenverband in Deutschland (ABiD)
- 2004: Walter Hirrlinger, Sozialverband VdK Deutschland e. V.
- 2005: Hannelore Loskill, BAG Selbsthilfe
- 2006: Brigitte Setzer-Pathe, Sozialverband Deutschland e. V.
- 2007: Horst Frehe, Interessenvertretung Selbstbestimmt Leben in Deutschland e. V.
- 2008: Walter Hirrlinger, Sozialverband VdK Deutschland e. V.
- 2009: Hannelore Loskill, BAG Selbsthilfe
- 2010: Adolf Bauer, Sozialverband Deutschland e. V.
- 2011: Barbara Vieweg, Weibernetz e. V.
- 2012: Ulrike Mascher, Sozialverband VdK Deutschland e. V.
- 2013: Hannelore Loskill, BAG Selbsthilfe
- 2014: Adolf Bauer, Sozialverband Deutschland e. V.
- 2015: Dr. Ilja Seifert, Allgemeiner Behindertenverband in Deutschland e. V.
- 2016: Ulrike Mascher, Sozialverband VdK Deutschland e. V.